# Ta-senet-nofret
Ta-senet-nofret (deutsch „die schöne Schwester“) ist eine Bezeichnung für die altägyptische Göttin Hathor.
Die Bezeichnung stammt aus der Spätzeit vom Doppeltempel von Kom Ombo in Oberägypten, wo sie mit Haroeris und ihrem Sohn Pa-neb-taui eine eigene Triade bildet. Der Tempel war ein wichtiger Ort für die Verehrung dieser drei Gottheiten.